# Tangerina

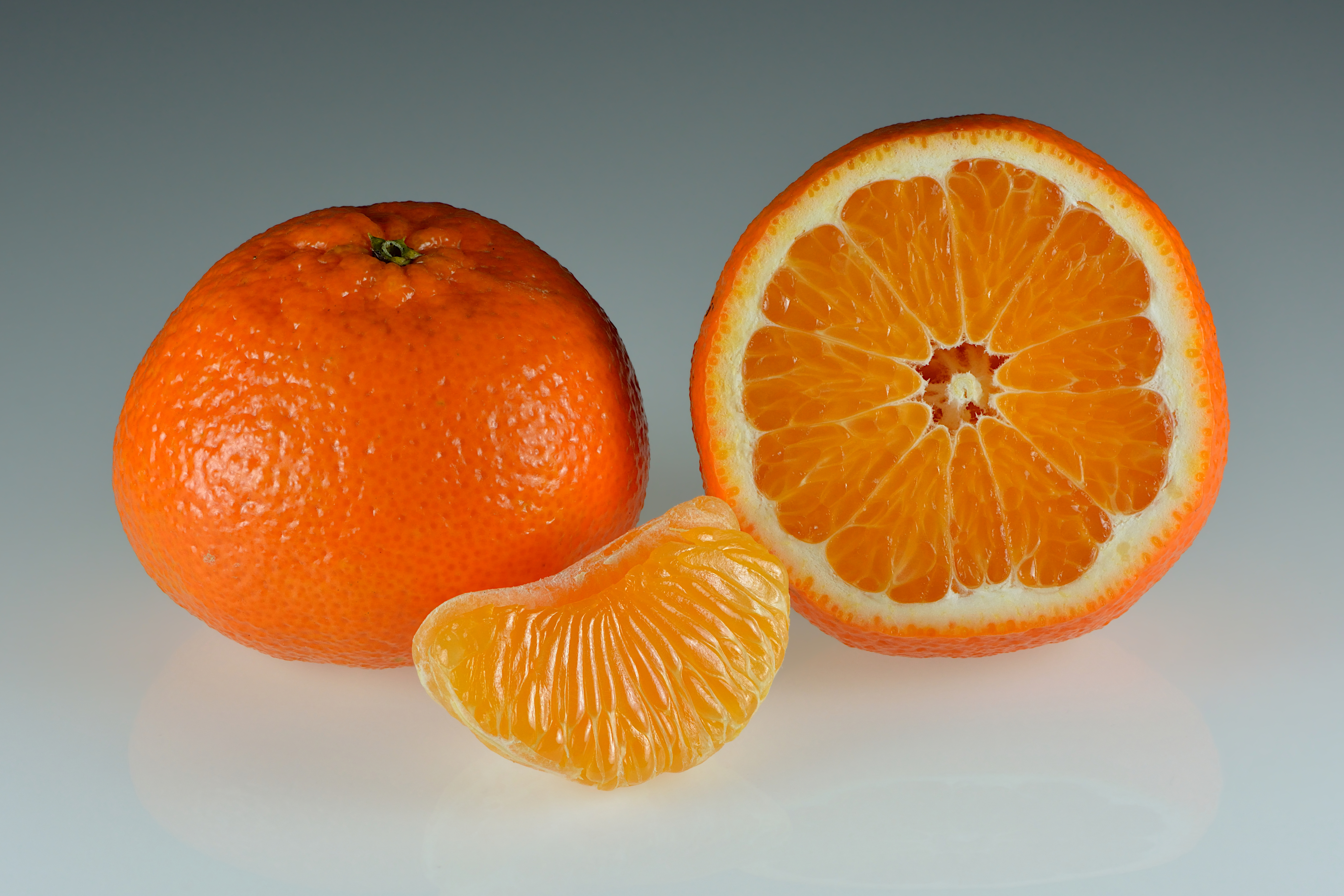

A tangerina (nome científico: Citrus reticulata), também conhecida como laranja-mimosa, mexerica, mandarina, fuxiqueira, poncã (ou ponkan), manjerica, laranja-cravo, mimosa e bergamota, é uma fruta cítrica de cor alaranjada e sabor adocicado. Parece ser uma antiga espécie selvagem, nativa da Ásia (Índia, China e países vizinhos de climas subtropical e tropical úmido).

## Etimologia
"Tangerina" vem de "laranja tangerina", isto é, "laranja de Tânger". "Bergamota" vem do turco beg armudi, "pera do príncipe", através do italiano bergamotta ou do francês bergamotte. "Mandarina" vem do castelhano mandarina. "Mexerica" possui origem no verbo mexericar, que, por sua vez, provêm de mexer. "Poncã" é derivação da palavra japonesa ponkan.

## Denominação regional no Brasil
"Bergamota" ou "vergamota" são as denominações dadas à tangerina na Região Sul do Brasil, principalmente no Rio Grande do Sul.
"Mexerica" é um termo mais comum nas regiões Centro-Oeste e Sudeste do Brasil, especialmente em Goiás, Minas Gerais, São Paulo e norte do Paraná. No Espírito Santo faz-se distinção da mexerica (Citrus reticulata) da tangerina ou tangerina-verdadeira (Citrus tangerine), como ocorre na língua inglesa, onde a mexerica é uma mandarin orange e a tangerina é uma tangerine. No Rio de Janeiro, usa-se, mais comumente, o termo tangerina.
Em Pernambuco e noutros estados da Região Nordeste do Brasil, é conhecida como "laranja-cravo"; no estado da Bahia é conhecida como tangerina ou mexerica.
Em alguns poucos lugares, como em Curitiba e no litoral paranaense (principalmente em Paranaguá), é chamada de "mimosa".
No Mato Grosso e Mato Grosso do Sul, qualquer qualidade de tangerina é chamada "poncã".
Em Goiás e em São Paulo, "poncã" denomina apenas uma das variedades comerciais que tem a casca macia e solta dos gomos.

## Variedades

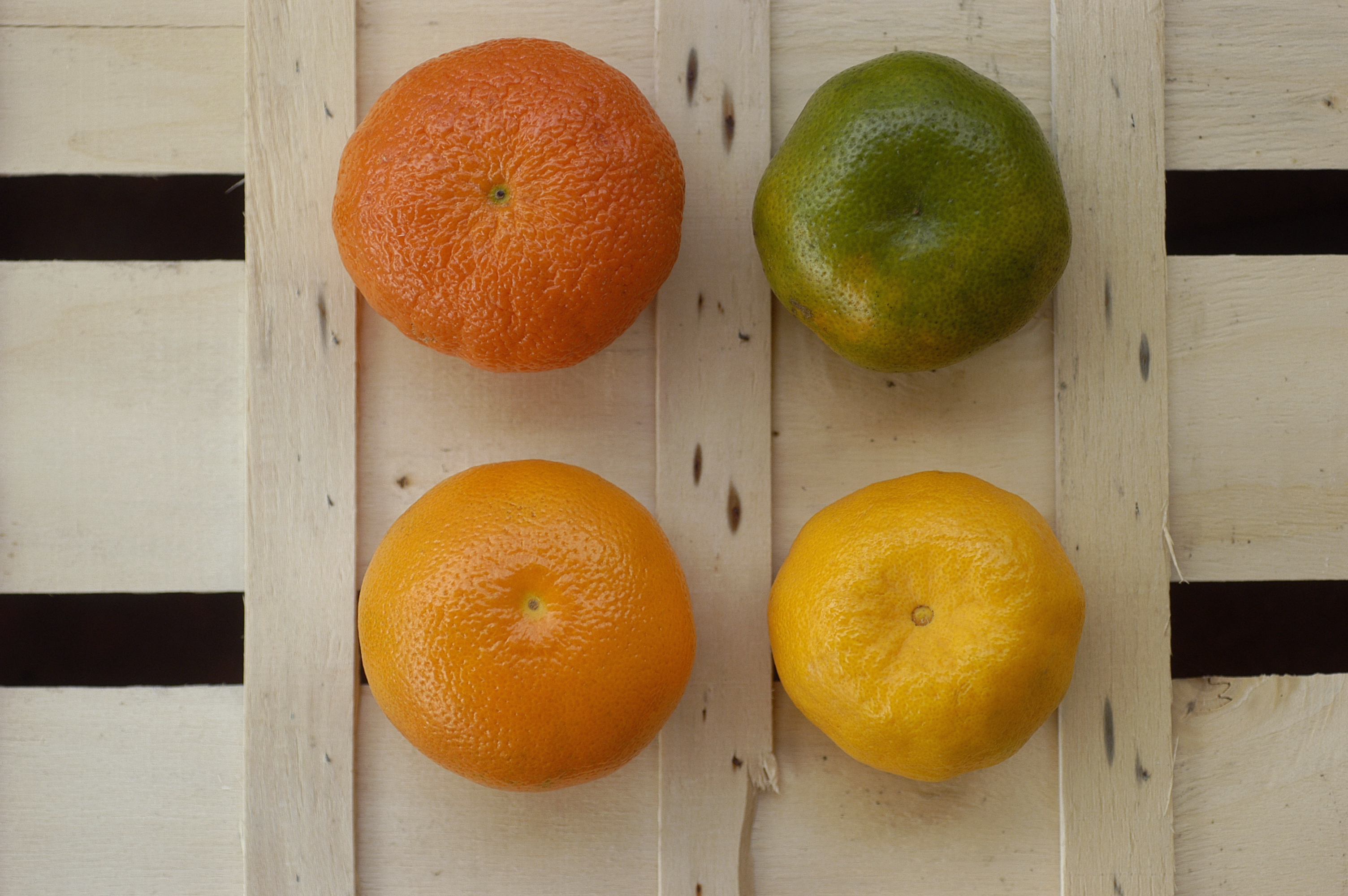
Tangerina, variedade dos frutos

As variedades mais cultivadas de tangerina são:
- Citrus nobilis Lour.[10][11]
- Dancy
- Dekopon
- Laranja-cravo (ou tangerina-cravo, Laranja-crava)
- Mexerica
- Montenegrina
- Poncã
- Setubalense (variedade de origem portuguesa[12])[13]

## Plantio
A tangerina é cultivada há milênios na China, sendo introduzida na Europa apenas em 1805, inicialmente importada para a Inglaterra. No Brasil a variedade poncã veio com os colonos portugueses em 1892.
Normalmente, é colhida entre os meses de maio a agosto, mas a safra pode ir de abril a setembro.
A árvore é de porte mediano, com espinhos nos galhos, como forma de proteção, com flores brancas e aromáticas, semelhantes à laranjeira.
A casca possui concentrações elevadas de vitaminas A, B1, B2, Niacina, Vitamina C, cálcio e fósforo, podendo ser usada para fazer doces e geleias.
As variedades mais conhecidas são a cravo, monte-negrina, mexerica, poncã e mandarina, sendo mais comerciais as mexericas, para consumo natural e a morgote, para produção de sucos.

## Valor nutricional
O valor nutritivo do suco ou da polpa varia conforme a espécie, mas é sempre boa fonte de vitaminas A e C e sais minerais como potássio, cálcio e fósforo. Os frutos produzidos em agricultura biológica são mais ricos em vitamina C que os produzidos na agricultura convencional. A vitamina C é essencial para o sistema imunológico. A vitamina A é indispensável para a saúde dos olhos e da pele e aumenta a resistência às infecções. As vitaminas do complexo B fortificam os nervos.
A tangerina é considerada grande fonte de magnésio. O ser humano precisa de magnésio, apresentando maior concentração desse mineral nos ossos e músculos. Ele tem papel importante na síntese das proteínas, na contratilidade muscular e na excitabilidade dos nervos.
Popularmente, a tangerina é conhecida pelo seu efeito diurético, digestivo e aumento na eficiência física. Não existem evidências científicas que indiquem seu uso na hipertensão arterial ou na prevenção da arterioesclerose. É laxativa, pois apresenta grande quantidade de fibras, devendo ser ingerida com o bagaço para melhorar o funcionamento do intestino. Também não existem evidências que recomendem a tangerina como protetor de outras doenças como câncer, diabetes, hipertensão e outras doenças cardiovasculares. O chá das folhas é considerado popularmente como calmante. Conserva-se bem em geladeira por até três semanas.

## Principais produtores

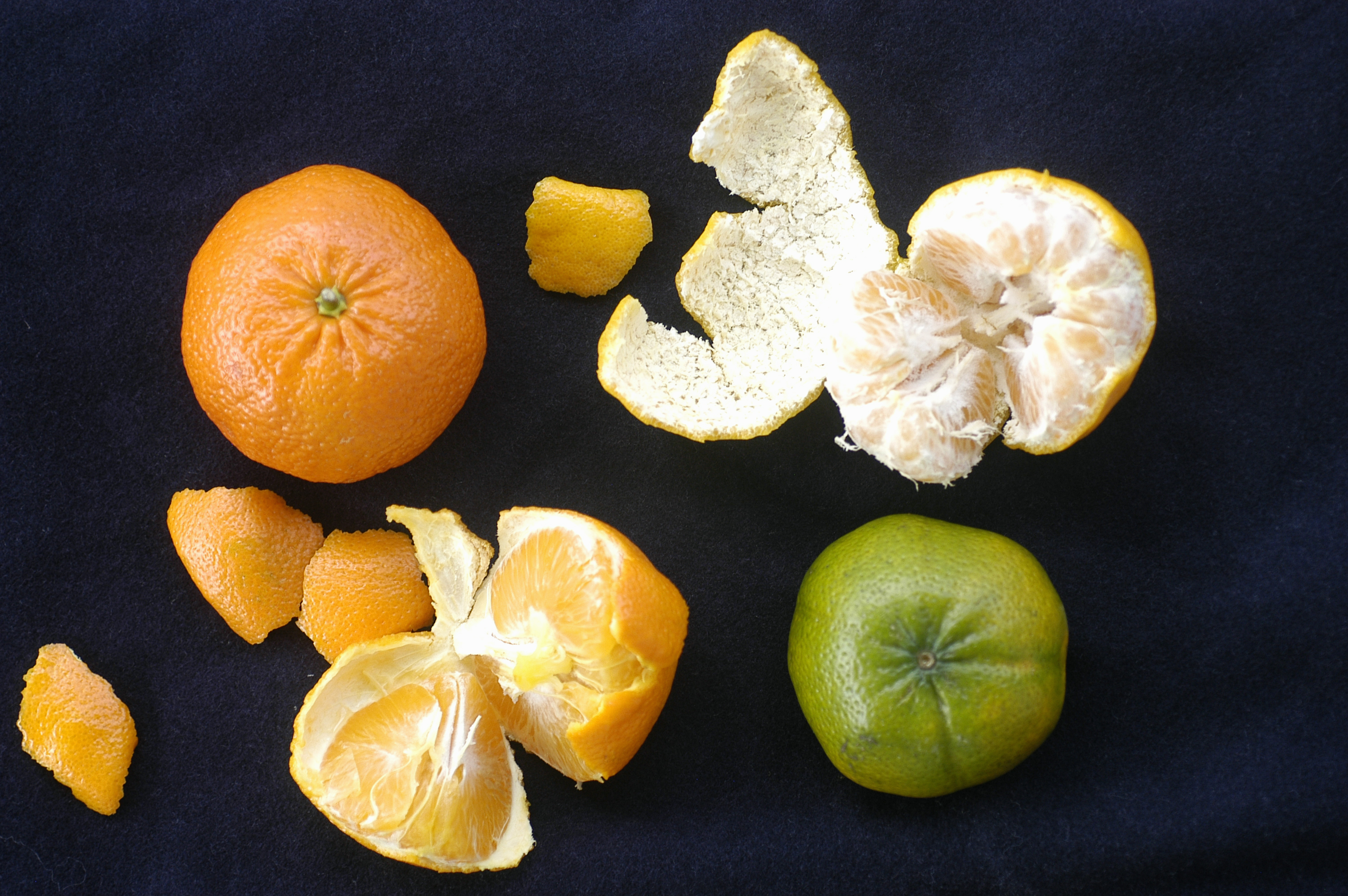
variedades da aparência e formato dos frutos

Dos frutos cítricos, em relação ao que é produzido mundialmente sua produção corresponde a 16 por cento da produção mundial anual.
| Os 10 maiores produtores— 2005 (milhares de toneladas) | Os 10 maiores produtores— 2005 (milhares de toneladas) |
| ------------------------------------------------------ | ------------------------------------------------------ |
| China                                                  | 11 395                                                 |
| Espanha                                                | 2 125                                                  |
| Brasil                                                 | 1 270                                                  |
| Japão                                                  | 1 132                                                  |
| Irão                                                   | 720                                                    |
| Tailândia                                              | 670                                                    |
| Egito                                                  | 665                                                    |
| Paquistão                                              | 587                                                    |
| Itália                                                 | 585                                                    |
| Turquia                                                | 585                                                    |
| Total mundial                                          | 19 734,84                                              |
| Fonte: (FAO)                                           |                                                        |

## Produção no Brasil

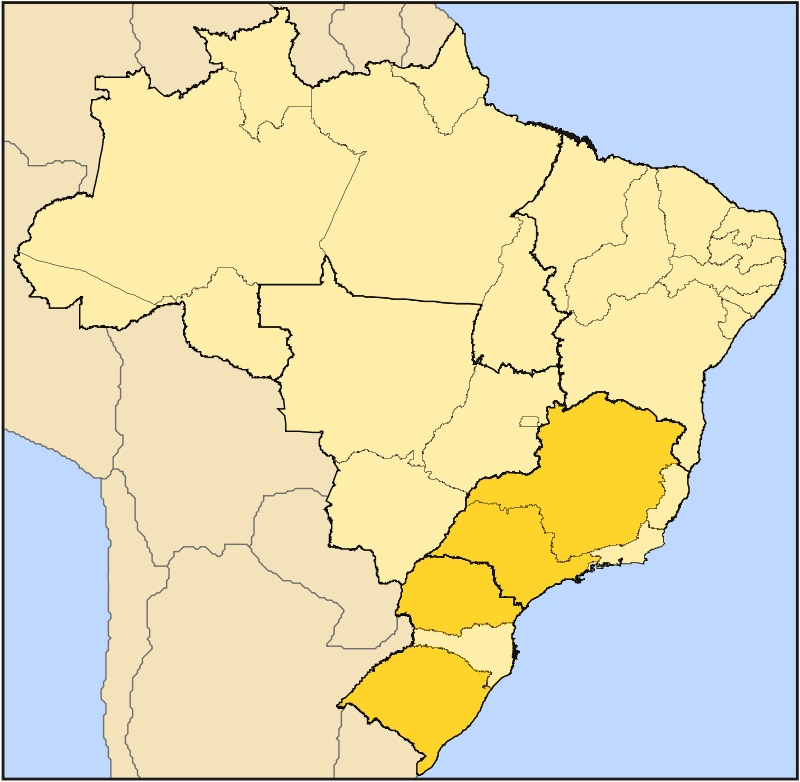
Principais estados produtores de tangerina no Brasil em 2018, em amarelo-escuro

Em 2018, o Brasil produziu quase 1 milhão de toneladas de tangerina, sendo o 6º maior produtor do mundo. Os estados que mais produzem são: São Paulo (331 mil toneladas), Minas Gerais (210 mil toneladas), Rio Grande do Sul (148 mil toneladas) e Paraná (143 mil toneladas).